# Ri Myong-Guk
Ri Myong-Guk, född 9 september 1986, är en nordkoreansk fotbollsmålvakt som för närvarande spelar för Pyongyang i nordkoreanska ligan samt i Nordkoreas fotbollslandslag.
Han spelade 15 matcher i kvalet för Nordkoreas fotbollslandslag. Han höll även nollan i den avgörande gruppspelsmatchen mot Saudiarabiens fotbollslandslag. Hans föreställningar gjorde så att han blev nominerad till Asiens bästa spelare 2009 utmärkelsen.